# Hemictenata
Infra-ordre
Les Hemictenata  sont un infra-ordre de pseudoscorpions.

## Classification
- Neobisioidea
  - Bochicidae
  - Gymnobisiidae
  - Hyidae
  - Ideoroncidae
  - Neobisiidae
  - Parahyidae
  - Syarinidae

## Publication originale
- Balzan, 1892 : Voyage de M. E. Simon au Venezuela (Décembre 1887 - Avril 1888). Arachnides. Chernetes (Pseudoscorpiones). Annales de la Société Entomologique de France, vol. 60, p. 497-552.